# Thorictus riyadhensis
Thorictus riyadhensis es una especie de escarabajo de piel del género Thorictus, orden Coleoptera. Fue descrita por Hava & Abdel-Dayem en 2021.

## Descripción
Cuerpo pequeño de color marrón. Mide 2,9 mm de longitud. Posee manchas amarillentas, palpos y antenas marrones conformadas por 11 segmentos. Las patas también son marrones con manchas amarillas.

## Distribución y hábitat
Se distribuye por Arabia Saudita. Se ha encontrado a elevaciones de hasta 572 m s. n. m. muy cerca de árboles de Acacia y plantas de los géneros Calotropis, Lycium, Rhazya y Ziziphus.